# Grabmal Kleinecke
Das Grabmal Kleinecke ist ein denkmalgeschütztes Grabmal des Bildhauers Burkhart Ebe (1881–1949).

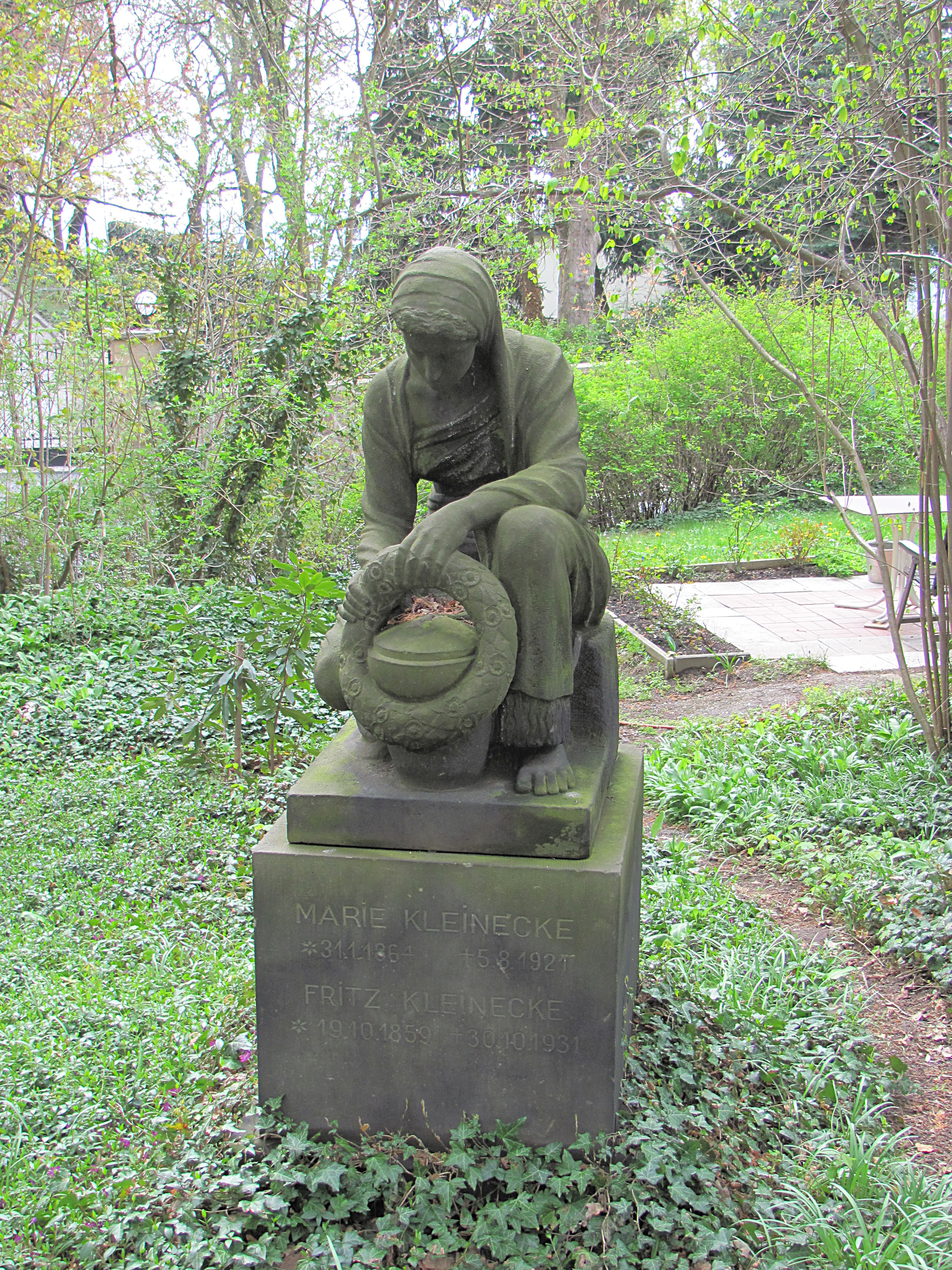
Grabmal von Bildhauer Ebe für den Schwiegervater Kleinecke

Die Sandsteinskulptur, eine sitzende Frau mit Totenkranz und Urne, war ehemals das Grabmal für Ebes Schwiegereltern Marie und Fritz Kleinecke auf dem Friedhof Radebeul-West.
Nach der Auflösung des Grabes wurde die Skulptur auf Ebes ehemaligem Grundstück aufgestellt (Mohrenstraße 16 im Stadtteil Naundorf der sächsischen Stadt Radebeul), das sich unterhalb von Kleineckes ehemaliger Villa Columbia im Denkmalschutzgebiet Historische Weinberglandschaft Radebeul befindet.